# Forteresse de Gradačac
La forteresse de Gradačac se trouve en Bosnie-Herzégovine, sur le territoire de la ville de Gradačac et dans la municipalité de Gradačac. Elle remonte à la période ottomane et est inscrite sur la liste des monuments nationaux de Bosnie-Herzégovine.
En plus des fortifications proprement dites, d'autres bâtiments sont eux aussi classés comme la tour de l'Horloge, la bibliothèque municipale et le musée.

## Description

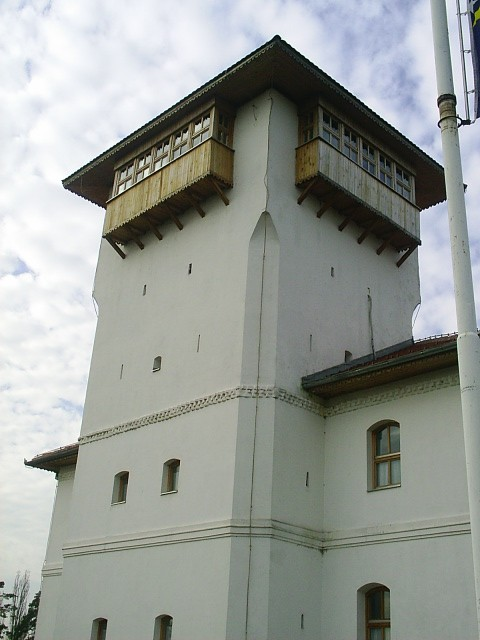
Détail de la tour de Husein-kapetan Gradaščević